# Mouchès
Mouchès (gaskognisch: Moishers) ist eine französische Gemeinde mit 79 Einwohnern (Stand 1. Januar 2022) im Département Gers in der Region Okzitanien (bis 2015 Midi-Pyrénées); sie gehört zum Arrondissement Mirande und zum Gemeindeverband Cœur d’Astarac en Gascogne. Die Bewohner nennen sich Mouchésiens/Mouchésiennes.

## Geografie
Mouchès liegt rund fünf Kilometer nördlich von Mirande und 17 Kilometer südwestlich von Auch im Süden des Départements Gers. Die Gemeinde besteht aus Weilern, zahlreichen Streusiedlungen und Einzelgehöften. Der Fluss Baïse bildet streckenweise die westliche Gemeindegrenze.
Nachbargemeinden sind L’Isle-de-Noé im Nordwesten, Norden und Nordosten, Lamazère im Osten, Miramont-d’Astarac im Südosten, Mirande im Süden sowie Estipouy im Südwesten und Westen.

## Bevölkerungsentwicklung
| Jahr                       | 1793 | 1831 | 1962 | 1968 | 1975 | 1982 | 1990 | 1999 | 2006 | 2011 | 2016 |
| Einwohner                  | 134  | 181  | 115  | 99   | 75   | 72   | 78   | 73   | 77   | 74   | 74   |
| Quellen: Cassini und INSEE |      |      |      |      |      |      |      |      |      |      |      |